# Franco Zeffirelli
Franco Zeffirelli   (Florència, 12 de febrer de 1923 - Roma, 15 de juny de 2019) fou un director de cinema italià; el seu nom autèntic era Gianfranco Corsi Zeffirelli. També fou director, dissenyador i productor d'òpera, teatre, cinema i televisió. Participà en la política italiana.
La seva obra més coneguda i que li va donar més fama fou la pel·lícula de Romeu i Julieta (1968) per la qual va ser nominat per al premi Oscar. El 1977 dirigí la minisèrie de televisió Jesús de Natzaret. Fou membre del senat italià entre el 21 d'abril de 1994 i el 29 de maig de 2001 en representació del partit polític Forza Italia.
Fill il·legítim, la seva mare morí quan ell tenia 6 anys i passà a residir al Regne Unit. Durant la Segona Guerra Mundial lluità com a partisà. En els anys de la postguerra estudià arquitectura a la Universitat de Florència. Tanmateix en assistir a l'obra de teatre Enric V el 1945, Zeffirelli dirigí la seva atenció cap al teatre, treballà amb Luchino Visconti, amb qui col·laborà al film La terra tremola. També treballà amb directors com Vittorio De Sica i Roberto Rossellini.

## Filmografia
- La Bohème (1965)
- L'amansiment de la fúria (The Taming of the Shrew) (1967)
- Romeo and Juliet (1968)
- Fratello sole, sorella luna (1972)
- Jesus of Nazareth (1977)
- El campió (The Champ) (1979)
- Endless Love (1981)
- Cavalleria Rusticana (1982) amb Plácido Domingo i Ielena Obraztsova
- Pagliacci (1982) amb Plácido Domingo i Teresa Stratas
- La Traviata (1983)
- Otello (1986)
- Hamlet (1990)
- Storia di una capinera (1993)
- Jane Eyre (1996)
- Tea with Mussolini (1999)
- Callas Forever (2002)